# Rhectosemia perelongata
Rhectosemia perelongata là một loài bướm đêm trong họ Crambidae.